# ChK-M1
ChK-M1 (tiếng Nga: ЧК-М1) hay còn được biết với tên Hệ thống pháo Chariko của lính dù năm 1944 (37-мм авиадесантная пушка образца 1944 года) là một loại pháo dã chiến chống tăng có thiết kế khá độc đáo của Liên Xô. Khi bắn nó gần như không có lực giật ngược trở lại xạ thủ cũng như có khối lượng đủ nhẹ để trang bị cho các lực lượng lính dù. Súng được phát triển những năm 1941-1944 và sau đó bắt đầu trang bị cho lực lượng Hồng quân từ những năm 1944-1945.

## Thiết kế
Súng có thiết kế khá độc đáo nó có một bộ phận chống giật lớn ở đầu nòng một điểm thường thấy ở các loại súng chống tăng. Loại súng này giống như một dạng lai giữa pháo lùi nòng và súng không giật.
Khi bắn nòng súng sẽ lùi về 90 đến 100 mm, rút vào một ống giống như một xi lanh áp lực dài 1050 đến 1070 mm. Xi lanh này ban đầu sẽ không di chuyển do quán tính khối lượng giữ nó đứng yên, sau đó khi áp lực trong ống đủ nó sẽ bắt đầu di chuyển ra phía sau đồng thời áp lực cũng đẩy nòng ra phía trước tạo một lực giật ngược làm ống bị mất đi một lượng lớn lực đẩy ra sau và một lò xo phía sau ống sẽ hấp thu lực giật còn lại của ống và đẩy nó trở về vị trí cũ sẵn sàng bắn viên tiếp theo.
Súng có thể tháo ra thành ba phần để dễ mang đi hoặc có thể kéo đi bằng tay nhưng không được kéo đi bằng phương tiện cơ giới vì khung bánh xe không chịu nổi tốc độ cao. Nếu muốn mang đi bằng phương tiên cơ giới, sẽ phải chở cả khẩu súng đi bằng cách tháo bánh xe ra, khiên cũng có thể tháo ra nếu muốn có chỗ trống. Khi tháo bánh xe ra, súng có thể được gắn trên các loại xe ba bánh hay bốn bánh để tác chiến vì lực giật của súng hầu như không có để phải gắn vào chân chống cố định hay gây ảnh hưởng đến phương tiện.